# Iwabuchi Ryota
Ryota Iwabuchi (岩渕良太 Iwabuchi, Ryota, sinh ngày 26 tháng 4 năm 1990) là một cầu thủ bóng đá người Nhật Bản, thi đấu cho Fujieda MYFC ở vị trí tiền vệ.

## Sự nghiệp
Là em trai của tuyển thủ Nhật Bản Mana Iwabuchi, Ryota học tập tại Đại học Meiji từ năm 2009 đến 2012. Cùng với Toyofumi Sakano, anh được coi là một trong những tiềm năng của đất nước.
Sinh ra là một tiền đạo, nhưng anh lại tập luyện ở vị trí tiền vệ cánh. Sau đại học, anh ký hợp đồng với Matsumoto Yamaga trước khi được cho mượn đầu tiên đến đội bóng JFL Renofa Yamaguchi, và sau đó là FC Ryūkyū của J3.
Từ tháng 1 năm 2016, anh chuyển hẳn sang SC Sagamihara.

## Thống kê câu lạc bộ
Cập nhật đến ngày 23 tháng 2 năm 2018.
| Thành tích câu lạc bộ | Thành tích câu lạc bộ | Thành tích câu lạc bộ | Giải vô địch | Giải vô địch | Cúp                   | Cúp                   | Tổng cộng | Tổng cộng |
| Mùa giải              | Câu lạc bộ            | Giải vô địch          | Số trận      | Bàn thắng    | Số trận               | Bàn thắng             | Số trận   | Bàn thắng |
| Nhật Bản              | Nhật Bản              | Nhật Bản              | Giải vô địch | Giải vô địch | Cúp Hoàng đế Nhật Bản | Cúp Hoàng đế Nhật Bản | Tổng cộng | Tổng cộng |
| --------------------- | --------------------- | --------------------- | ------------ | ------------ | --------------------- | --------------------- | --------- | --------- |
| 2013                  | Matsumoto Yamaga      | J2 League             | 2            | 0            | 0                     | 0                     | 2         | 0         |
| 2014                  | Renofa Yamaguchi      | JFL                   | 25           | 0            | -                     | -                     | 25        | 0         |
| 2015                  | FC Ryūkyū             | J3 League             | 32           | 4            | 1                     | 0                     | 33        | 4         |
| 2016                  | SC Sagamihara         | J3 League             | 29           | 7            | –                     | –                     | 29        | 7         |
| 2017                  | Grulla Morioka        | J3 League             | 24           | 1            | 2                     | 0                     | 26        | 1         |
| Tổng                  | Tổng                  | Tổng                  | 112          | 12           | 3                     | 0                     | 115       | 12        |